# NGC 7120
NGC 7120 est une galaxie spirale située dans la constellation du Verseau. Sa vitesse par rapport au fond diffus cosmologique est de 6 450 ± 45 km/s, ce qui correspond à une distance de Hubble de 95,1 ± 6,7 Mpc (∼310 millions d'al). NGC 7120 a été découverte par l'astronome allemand Albert Marth en 1864.
Le professeur Seligman et Wolfgang Steinicke classent cette galaxie comme une spirale barrée, mais aucune barre n'est visible sur l'image obtenue des données du relevé SDSS. La classification de spirale ordinaire (Sb) par les bases de données NASA/IPAC et HyperLeda semble mieux décrire cette galaxie.
La classe de luminosité de NGC 7120 est I-II.
La distance de Hubble de la galaxie LEDA 1031685, voisine de NGC 7120 sur la sphère céleste, est de 175,91 ± 12,35 Mpc (∼574 millions d'al), ce qui en fait une galaxie bien plus lointaine. Ces deux galaxies ne forment donc qu'un couple purement optique.